# Münzvertrag
Ein Münzvertrag oder eine Münzkonvention ist eine rechtlich verbindliche Vereinbarung zwischen mehreren Münzständen (bzw. Münzherren), die ihr Münzrecht nach vereinheitlichten Grundsätzen ausüben. Der Zusammenschluss dieser Vertragspartner wird auch Münzverein genannt. Werden diese Verträge zwischen Staaten geschlossen, sind sie völkerrechtliche Verträge. Bis in das 19. Jahrhundert hinein hatten aber auch Gebietskörperschaften das Münzrecht inne, denen keine Staatsqualität zukam. Auch solche Städte oder Landschaften konnten Vertragspartner von Münzverträgen sein.

## Regelungsinhalt
Typischerweise regeln Münzverträge, welche Münznominale mit welchem Edelmetallgehalt geprägt werden und ob und wie diese Nominale unterteilt werden sollen. Dazu wird zunächst meist ein Münzgrundgewicht, wie zum Beispiel die Kölner Mark mit circa 234 Gramm Feinsilber festgelegt. Anschließend folgt die Festlegung eines Münzfußes, der bestimmt, wie viele Münzen eines Nominals, zum Beispiel des Talers, aus diesem Münzgrundgewicht geprägt werden. Werden zum Beispiel 10 Taler aus der Kölner Mark geprägt, spricht man von einem 10-Taler-Fuß.
Geregelt wird meist auch eine gegenseitige Annahmepflicht und die Verpflichtung zur Einziehung, wenn durch Abrieb eine festgelegte Gewichtstoleranz unterschritten wird. Gestaltungsgrundsätze werden vereinbart, um die Münzen als von den Parametern des Münzvertrages umfasst zu kennzeichnen.

## Geschichtliche Entwicklung
Bereits in der griechischen Antike verabredeten verschiedene Städtebünde ein festgelegtes Gewicht für die Griechischen Drachmen, ihre Vielfachen und Teilstücke. Das Römische Reich kannte grundsätzlich nur ein im ganzen Reich gültiges Münzsystem. Die wichtigste Ausnahme waren die in der Provinz Ägypten kursierenden Alexandrinische Münzen, die aber eine reine Binnenwährung waren. Eines Münzvertrages bedurfte es deshalb nicht. Zudem wurde durch die Diokletianische Münzreform das gesamte Geldwesen des Römischen Reichs vereinheitlicht.
Im Spätmittelalter wurde zwischen einigen Hansestädten der Wendische Münzverein gegründet. Im Westen Deutschlands war der Rheinische Münzverein von besonderer Bedeutung. Ein weiteres Beispiel ist der Rappenmünzbund im westoberdeutschen Raum.
In Deutschland lag der Grund für den Zusammenschluss zu Münzvereinen in dem zunehmenden Fähigkeitsverlust des Reiches eine einheitliche Münzpolitik durchzusetzen. Die Reichsmünzordnungen des 16. Jahrhunderts hatten nur teilweisen Erfolg. Münzvereine waren der Versuch auf freiwilliger Ebene zumindest regional einheitliche Standards zu erreichen.
Das im Dreißigjährigen Krieg durch „Kipper und Wipper“ (Verschlechterung der Münzen durch minderwertige Legierung und zu geringes Gewicht) beschädigte Währungswesen im fränkischen, schwäbischen und bairischen Kreis sollte mit einer 1624 in Würzburg beschlossenen Münzkonvention wieder saniert werden.
Weitere Beispiele in der Neuzeit waren der Zinnaer Münzverein von 1667 und die Bayrisch-österreichische Münzkonvention von 1753. Im 19. Jahrhundert waren in Deutschland der Münchner Münzvertrag von 1837, mit dem der Süddeutsche Münzverein gegründet wurde, der Dresdner Münzvertrag von 1838 und der Wiener Münzvertrag von 1857 von besonderer Bedeutung. Sie bildeten neben weiteren Faktoren die Grundlage für die Einführung der Reichswährung durch die Reichsmünzgesetze von 1871 und 1873. Sie konzentrierten die Vereinheitlichungen aber auf die Kurantmünzen. Eine Vereinheitlichung der Kleinmünzen fand, mit Ausnahme des Münchner Münzvertrages nur für die Mitgliedsstaaten des Süddeutschen Münzvertrages, kaum statt.
Einige west- und südeuropäische Länder schlossen sich im Jahr 1865 zur Lateinischen Münzunion, die skandinavischen Staaten 1872 zur Skandinavischen Währungsunion zusammen.